# 中国・太平洋島嶼国外相会議
中国・太平洋島嶼国外相会議（ちゅうごく・たいへいようとうしょこくがいしょうかいぎ、簡体字中国語: 中国—太平洋岛国外长会、英語: China–Pacific Island Countries Foreign Ministers’ Meeting）は、中華人民共和国と太平洋の島嶼国の外務大臣級閣僚が出席して行われる国際会議。

## 第一回会議
2021年10月21日に、リモート会議により非公開で開催。主催国である中国の王毅外相が議長を務めキリバス、フィジー、トンガ、ソロモン諸島、サモアが参加した。会議後に発表された「中国太平洋島嶼国外相共同声明」では、次の6つの共通認識がまとめられた。
- 相互の信頼を強化する[1]。
- 新型コロナ感染症対策の協力を引き続き強化する[1]。
- 「グローバル発展イニシアチブ」を支持する[1]。
- 手を携えて世界的な課題に対応する[1]。
- 多国間主義を堅持し、実践する[1]。
- 中国太平洋等諸国外相会議メカニズムを構築し、新たなメカニズムが安定的かつ長期的に実施されるよう持続的に推進する[1]。

## 第二回会議
2022年5月30日にフィジーにて開催。議長はフィジーのフランク・バイニマラマ首相兼外相と中国の王毅外相が共同で務め、参加国により5つの共通認識を取りまとめた。
- 包括的な戦略的パートナーシップを深める[2]。
- 主権の独立、民族の尊厳を守る[2]。
- 共同発展・繁栄を追求する[2]。
- 真の多国間主義を提唱する[2]。
- 民心と民意の通じ合いを促進する[2]。